# كرومليتش (أنغلزي)
كرومليتش (بالإنجليزية: Cromlech, Mechell) هي منطقة سكنية تقع في ويلز في أنغلزي.